# Vamps (groupe)
Pour les articles homonymes, voir Vamps.
 (juin 2021).
Vamps, stylisé VAMPS, est un groupe de rock japonais, originaire de Tokyo. Il est formé en 2008, et composé du chanteur Hyde et du guitariste K.A.Z, sous le label indépendant Vamprose lié à Avex Group (en 2013, ils passent sous le label Delicious Deli Records de Universal Music Group). Ce groupe est la continuité de la carrière solo de Hyde et de son album FAITH, sur lequel les deux musiciens ont collaboré.

## Biographie

### Origines
En 2008, alors que la tournée L'7 ~Trans ASIA via PARIS~ de L'Arc-en-Ciel s’achève, les membres décidèrent une nouvelle fois de faire un break et annoncèrent qu’ils n’effectueront plus aucune tournée ensemble avant 2011, l’année du vingtième anniversaire du groupe. Comme les fans pouvaient s’y attendre, Tetsuya, Hyde, Ken et Yukihiro commencent à se replonger chacun dans leurs carrières solos respectives. Hyde, s’étant déjà préparé depuis janvier 2008, avait en effet annoncé sur HYDEIST (le site de son fan club officiel) la réalisation d’un HYDE TOUR 2009. Arrivé fin mars, il surprend tout le monde en informant ses fans de la création d’un nouveau groupe, Vamps dont les sources d'inspiration sont le rock et hard rock des années 1980-1990.

### Débuts (2008)
Dans de nombreuses interviews réalisées en 2008, HYDE et K.A.Z. avaient, entre autres, expliqué qu’ils pensaient déjà à la création de cette unit depuis 2006, avec Faith. Cette période était en quelque sorte un essai. De cette façon, s’il y avait eu un quelconque souci, ils auraient pu le régler ou bien tout arrêter. Apparemment, l’essai fut concluant, puisque Vamps est finalement créé en 2008. Le contrat de HYDE avec sa maison d’édition (Sony) prenant fin, plutôt que de le renouveler, il préféra créer son propre label, Vamprose, lui permettant ainsi de renaître en tant que groupe indies. Ainsi, Hyde et K.A.Z purent prendre un nouveau départ et s’essayer à de nouvelles choses qui n’auraient peut être pas été permises dans la continuité du solo de HYDE, en tant que major. En outre, avec Vamps, ils peuvent enfin réaliser ce qu'ils n'avaient pas pu à l'époque dû au manque d'expérience et de moyens. Le fait que K.A.Z. prenait une place de plus en plus importante dans le processus de création de Hyde fit de lui un membre à part entière. Hyde ne pouvait donc plus garder son propre nom pour son projet solo. Avec la création de Vamps, K.A.Z ne serait donc plus considéré comme un simple support member et serait ainsi davantage mis en avant. D'ailleurs, Hyde a partagé cette expérience avec Yasu d'Acid Black Cherry afin que ce dernier ne répète pas son erreur dans le choix du nom de son projet solo.
Pour le choix du nom du groupe (Vamps), Hyde et K.A.Z ont rassemblé des éléments qu'ils affectionnent tous les deux, et ce nom évoquerait aussi bien les vampires que les femmes élégantes/mystérieuses. En outre, Hyde aime les ouvrages d'Anne Rice dont en particulier Entretien avec un Vampire et K.A.Z. apprécie le film Queen of the Damned. D'ailleurs, le titre de la chanson "Sex Blood Rock n' Roll" est une citation de ce film,. Au départ, ils avaient présélectionné 4 noms et optèrent finalement pour Vamps, qui est un nom court, par opposition aux noms de leurs groupes précédents. Hyde voulait également que le nom soit accrocheur afin de donner quelque chose de classe si on devait le disposer sur des pochettes ou des goodies.
Un mois après la création de Vamps, Hyde annonce la sortie de leur premier single, Love Addict, pour le 2 juillet 2008. Dès le 28 mai, un aperçu du clip était déjà disponible. L’objectif de Hyde pour ce premier single était d’arriver à classer un titre entièrement en anglais dans le top Oricon, une chose encore jamais vue au Japon. Cet exploit put enfin voir le jour, puisque le single se classa à la deuxième place du top Oricon dès sa sortie, ainsi qu'à la première place du top Oricon indies, le tout durant plusieurs semaines de suite. L’opus de Love Addict et cette nouvelle unit firent l’objet d’une grande médiatisation au Japon. Que ce soit à la radio, à la télévision, sur le web ou même dans la presse, ils étaient partout ! Du 13 au 19 juin, dans la station principale de Tokyo, on pouvait même voir étalées sur les murs d’énormes affiches promotionnelles de Vamps.
À partir du 25 juillet, un magazine mensuel nommé Monthly Vamps, prévu pour une durée d’un an, était mis en vente. Il se composait en majorité de photos et d’interviews du groupe. On pouvait également apprécier la qualité des montages photos et du support papier qui le composait. À noter que le logo du magazine fut dessiné par Hyde. Le numéro de décembre, un peu particulier, était vendu avec un T-shirt et un magazine se composant essentiellement d’une bande dessinée et de 2 dessins : un réalisé par Hyde et l’autre par K.A.Z. Le 13e et dernier numéro sortit en septembre 2009 et se dotait d’un contenu plutôt colossal, se ressentant bien évidemment sur le prix total du numéro : Un Monthly Vamps vol.13 de 84 pages, 13 posters représentant les couvertures des magazines au format A2, 2 T-shirts (un représentant Hyde et l’autre K.A.Z), un DVD (contenant le Tales of Vamps 2) et un Monthly best de 400 pages. Comme de nombreux groupes japonais, Vamps fonctionne au Japon sur la production de nombreux et divers goodies afin de contenter les fanclubs.
Malgré la sortie d'un seul single, le groupe annonça sa première tournée nationale de 46 dates. Bien que les concerts fussent répartis dans différentes villes, le groupe restait une semaine entière dans chacune d’entre elles. De cette façon, les shows purent être plus élaborés, aussi bien au niveau de la mise en scène, que de l’organisation. Cette tournée débuta le 1er août pour s'achever le 31 octobre. À l’occasion de cette tournée, de nombreux goodies firent leur apparition : pamphlet, vêtements, accessoires de maquillage, etc. Six évènements Vampark sont également organisés tout au long de la tournée de manière qu’il y eût un de ces évènements dans chaque ville où ils séjournèrent. Vampark est un parc d’attraction réservé au public où il est possible de participer à différents jeux afin de gagner des objets officiels limités et où il est même permis de prendre des photos sur scène avec des déguisements. À noter que le groupe Vamps n’apparaît pas lors de ces évènements.

### Vamps(2009)
Après la sortie de deux autres singles (I Gotta Kick Start Now et Evanescent), ainsi que du premier DVD de tournée (Vamps Live 2008), Vamps sortit son premier album. Nommé très sobrement Vamps, il fut disponible dès le 13 mai 2009 sur iTunes Store, et fut mis en vente dans les bacs presque qu'un mois après, en plein durant la seconde tournée.
De nombreux évènements eurent lieu afin de promouvoir l’album, avec entre autres : une apparition surprise de Hyde et K.A.Z, le 10 mai, lors du Premium Event à l'Apple Store, situé dans le quartier de Ginza. Du 13 mai et jusqu’au 31 août, à l’Universal Studios Japan d’Osaka, Vamps collabore à la présentation d’une nouvelle attraction de montagnes russes baptisée Hollywood Dream the Ride, la chanson Love Addict était en effet diffusée dans ce lieu. Les boutiques Mu-mo offrirent aux fans des réservations particulières où il était possible d’acheter l’album avec un miroir Vamps spécial. Le 14 juin, Tower Rrecords organisa une vente de l’album avec tickets de loterie offerts pour 100 personnes, afin de participer à une présentation de cet opus. A cette même date eut également lieu une collaboration de Vamps avec Riverside Mall, ainsi que deux promotions talks à Gifu et Nagoya. Le channel VAMPROSE (créé sur Youtube après la sortie de I Gotta Kick Start Now) diffusa quant à lui un CM et enfin, Tsutaya Records organisa une vente de l’album avec une clé USB Vamps de 2 Go de mémoire, contenant le live de Sex Blood Rock N’Roll datant du 11 mai au Club Citta de Kawasaki, lors du live ~Men Only~.
Le 29 janvier 2009, en plus de fêter l’anniversaire de Hyde, les fans japonais purent également célébrer l’annonce d’une seconde tournée nationale. Cette tournée débute le 8 mai et se termine le 3 juillet. Il s’organisa de la même manière que celui de l’année précédente : le groupe reste plusieurs jours dans la même ville afin d’offrir différentes représentations aux fans durant la semaine. Mais afin d’innover encore un peu plus, Vamps organisa en premier lieu des concerts spéciaux nommés : ~Hydeist Only~ (réservé aux membres du fan club de Hyde qui est seulement ouvert aux personnes habitant au Japon), ~Under 18 Only~ (avec un public ne dépassant pas 18 ans), ~Men Only~ (réservé à un public entièrement masculin), ~Vampires Vs Androids~ (où acid android joue la première partie du live, puis Hyde et Yukihiro chantèrent ensemble Revelation de L’Arc~en~Ciel puis The beautiful People de Marilyn Manson) et ~Couples Only~ (réservé aux couples). Une fois de plus, des VAMPARK étaient aux rendez-vous. Dix dates supplémentaires vinrent s’ajouter à celles-ci entre le 19 août et le 5 septembre, comprenant entre autres, un passage à l’Universal Studio Japan pour quatre concerts exceptionnels (du 19 au 23 août). C'est l’occasion pour le groupe de jouer des titres rares et quelques reprises, comme Honey (L’Arc~en~ciel), You (Oblivion Dust) et encore Shallow Sleep (Hyde) et Glamorous Sky (Hyde).
À la suite de cette tournée, un photobook personnalisé et limité voit le jour sous le nom de Vamps Live 2009 Photo Book Ver.ZEPP. Dès le 20 juillet, via Internet, il était possible de choisir les 32 images (parmi 100 proposées) souhaitées dans son photobook, disponible à partir du 30 septembre et ceci, jusqu’au 20 décembre. Le 9 juillet ouvrit le fan club officiel de Vamps : Vampaddict. Ce dernier est créé afin de remplacer le fan club Hydeist jusqu’ici uniquement réservé aux fans de Hyde, et non pas à Vamps (et qui ignorait totalement K.A.Z en tant que membre à part entière du groupe). Un magazine semestriel spécial est également mis en vente pour les membres du fan club Vampaddict, sous le nom de Vamps Times (tout comme les Hydeist Times auparavant).

### Popularisation à l'international (2009)
Depuis le 20 mars 2009, les américains étaient en constante ébullition après l’annonce d’un futur TOUR U.S.. Cette tournée débute le 11 juillet à New York, suivi par des concerts à Seattle, Baltimore, San Francisco, Las Vegas et pour finir, le 1er août, à Los Angeles. Cette tournée donne naissance à un forum officiel afin que les fans du monde entier puissent s’organiser et partager entre eux leurs impressions.
Toujours à l’occasion de cette tournée, le 17 juillet, Vamps participe à la convention Otakon, à Baltimore. Plusieurs fans sélectionnés eurent la chance de poser leurs questions directement à Hyde ou K.A.Z, grâce à une session de Questions&Réponses. Hyde aurait notamment parlé d’un futur grand tour pour 2010, incluant une fois encore des concerts aux États Unis. Différentes sessions d’autographes eurent également lieu pendant toute la durée de ce TOUR U.S. Après cette tournée fut mis en vente un Vamps Live 2009 U.S.A Document Photo Book. Ce photobook était uniquement composé de photos réalisées durant la tournée par l’excellent photographe Tadayuki Okada. Le 17 mars 2010, les fans purent enfin mettre la main sur la première sortie Vamps de l’année avec le Vamps Live 2009 U.S.A. ~ Road Movie of VAMPS in USA ~, contenant un documentaire sur la tournée du groupe aux États Unis, mais également quelques titres joués lors du last live s’étant déroulé à Los Angeles, au Wiltern Theater, le 1er août 2009.
De cette tournée, Vamps produit le clip de Sweet Dreams, morceau sorti sur le 4e single. Ce 4e single est publié le 30 septembre et se nomma Sweet Dreams. Il possède quelques sonorités se voulant un penchant Roentgen (premier album de Hyde, sorti en 2002). Celui-ci contient deux pistes, dont l’une déjà présente dans l’album Vamps. L’originalité de cette sortie revint donc à l’ajout de la version unplugged de Sweet Dreams et le contenu de son édition limitée : le clip de Sweet Dreams, mais également un clip de la version acoustique.
Les fans peuvent découvrir pour la première fois le 5 septembre, une preview du PV de Sweet Dreams, dans l’émission CDTV Express. La version acoustique fut quant à elle diffusée en intégralité le 8 septembre sur la chaîne radio Tokyo FM. Tout comme Love Addict, ce single réussit à se classer deuxième du top Oricon dès sa sortie. Sweet Dreams apparut également dans le thème de Monga, un film taiwanais. Lors de l’achat de cet opus, une loterie permit à 100 personnes (50 couples) de remporter des tickets pour assister au concert de Vamps du 29 octobre et d’assister au Hellween 2009.
Les 12 et 13 août, Vamps réalisa deux concerts au Summer Rock Summit, qui s’étaient déroulés au Taipei World Trade Center Nangang Exhibition Hall.
Le 15 août, le groupe participa également au Jack in the Box Summer 2009 dans la salle Makuhari Messe, en compagnie de nombreux autres artistes comme Ken, Tetsuya, 44 Magnum, DEAD END, Kiyoharu, MUCC, SID, etc. Vamps interprète une bonne partie de ses titres punch et rock 'n' roll avec les pistes suivantes : Love Addict, Redrum, Trouble, Dolly, Hunting et Sex Blood Rock N’Roll. Cet évènement est marqué par la sortie d’un photobook, nommé Jack in the Box 2009 Summer.
Afin de terminer en beauté la tournée de 2009, le 13 septembre, Vamps offre à son public un live exceptionnel à Honolulu (Hawaï), sur le USS Missouri. Il s’agit d’un navire de guerre à présent devenu un monument aux morts et où est notamment signée la capitulation du Japon en 1945. Le duo est ainsi le premier groupe japonais à réaliser un concert dans ce lieu historique. Le 26 septembre, au stadium de Yokohama, Vamps joue également lors d’un concert organisé par WaterAid : Une organisation caritative dont le rôle est d’aider les populations défavorisées en les réapprovisionnant en eau potable et en assainissement.

### Beastet nouveaux albums (depuis 2010)

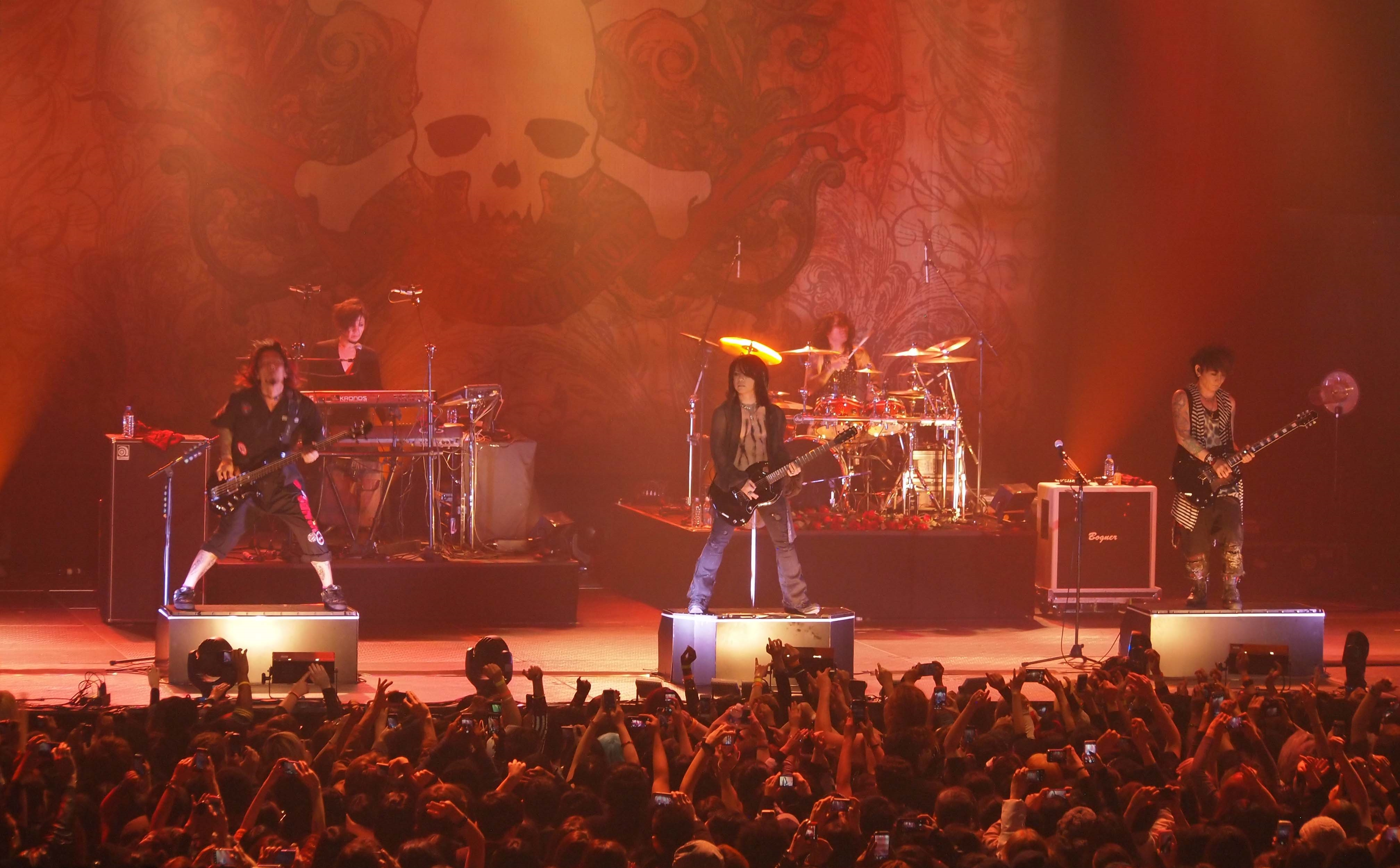
Vamps, au Roseland Ballroom, le 8 décembre 2013.

Le 13 janvier 2010, Vamps annonce son planning pour l’année à venir. Cette nouvelle confirme ce qui est dit par Hyde lors de la période des fêtes de Noël : la Vamps Year a lieu en 2010. Effectivement, on peut dire que le groupe fait littéralement bouillir d’impatience et de joie ses fans en annonçant l’arrivée de deux singles, d’un album, d’un autre DVD, d’une tournée nationale qui se déroule entre le 22 juin et le 15 septembre et enfin, d’une tournée mondiale dès le mois de septembre. À la fin de ce même mois, le 31 plus exactement, les membres de Vamps ont l'honneur de participer au Billboard Japan Music Awards 2009, où ils se voient remettre la récompense du groupe nippon le plus prometteur de l'année pour être reconnu sur le plan international.
Le 31 mars 2010, Vamps annonce leur toute première tournée mondiale et un passage par la France. En effet, Vamps se produisent à Paris, et plus exactement à l’Espace Grande Arche, le 16 octobre 2010. Ils en ont aussi profité pour aller à Barcelone le 12 octobre et passeront par Los Angeles, San Francisco, New York, Shanghai et Santiago. À la suite de cette tournée, le groupe entre en pause à l’occasion de la tournée fêtant les 20 ans d'existence de l'Arc~en~Ciel.
En février 2013, Vamps annonce le changement de label pour le label Delicious Deli Records, du groupe Universal Music. Le principal but de ce changement de label est d'obtenir assez de poids et d'assistance pour une ouverture réussi à l'international,. La première sortie sur le label fut celle du DVD Vamps Live 2012 en avril, tournée lors d'un concert au Zepp Namba. Le groupe fait aussi appel à Live Nation Entertainment pour planifier une nouvelle tournée internationale et faciliter la gestion des concerts. Alors qu'ils enregistraient à Los Angeles, Vamps fit le déplacement pour les MTV Video Music Awards Japan se déroulant le 22 juin. Ce fut l'occasion pour eux de jouer leurs deux derniers chansons en public, Ahead/Replay.
Le 25 septembre, ils sortent leur album Sex Blood Rock n' Roll. Pour le public japonais, il s'agit d'y voir un Best of amélioré: les chansons étant toutes chantées en anglais et certaines ayant été ré-enregistrées et réarrangées. Mais pour le public étranger, il s'agit du premier album sorti à l'international. Vamps voulait y montrer le meilleur de groupe et séduire ainsi un nouveau public. Dans une autre interview, Hyde ajoute l'argument de chansons jouables en concert et accessibles à tous. Le choix de l'anglais fut pris en grande partie pour atteindre le public anglo-saxon. En effet, Hyde considère que la langue japonaise pour ses chansons pourraient être un frein à la carrière du groupe à l'étranger,. Il s'adjoint par conséquent l'aide d'un professeur d'anglais pour sa prononciation et la traduction des paroles japonaises.
Après une tournée japonaise, Vamps se lance dès le 28 septembre dans une tournée mondiale qu'ils commencèrent à Barcelone. Live Nation leur a obtenu l'Olympia pour leur date parisienne. Malheureusement, le concert se déroulant un mardi, une annonce de dates tardive et une année riche en concert de j-rock firent que le succès escompté fut hors de porter. À la suite du concert parisien, Vamps joue pour la première fois à Berlin. Puis, ils s'envolent pour leur premier concert à Londres, la capitale du rock. Alors qu'ils avaient ajouté une seconde date londonienne pour contenter les fans n'ayant pu avoir une place, ils doivent finalement l'annuler à cause de problèmes de santé. Après cette partie européenne, la tournée se poursuivra aux États Unis.

## Halloween
Les 30 et 31 octobre 2008 se tiennent deux shows exceptionnels baptisés Nightmare of Halloween, organisés par Hyde, au Zepp de Tokyo. De nombreuses célébrités étaient invitées, comme MONORAL, Gackt, Acid Black Cherry, Anna Tsuchiya, Tommy heavenly6 et encore Breakerz qui sont tous des artistes entretenant de bonnes relations avec les membres de Vamps.

### Hellween Live 2009
Une année encore, Hyde organise une série de lives les 29, 30 et 31 octobre afin de fêter Halloween. MONORAL, Kanon Wakeshima et Mr Marikku animent les deux premiers shows de l’évènement en compagnie de Vamps, en interprétant Sweet Dreams (Marilyn Manson), tandis que pour le troisième et dernier jour de cet évènement, les fans peuvent se régaler avec une session VAMPSXKiyoharuXBREAKERZ, qui exécute les titres Decoy (DEAD END) et Lucy in the Sky with Diamonds (The Beatles). À noter enfin qu’une série de nouveaux goodies incluant une collaboration avec GeGeGe no KITARO avait également été annoncée pour cet évènement. Afin d’offrir un cadeau de Noël aux fans, un calendrier officiel VAMPS MEKURI est mis en vente à partir du 9 octobre et jusqu’au 25 décembre. Il contient un semainier de 54 pages (avec une photo prise pendant la tournée aux États-Unis, par semaine) un support pour calendrier, ainsi qu’une carte de Noël pour les membres de VAMPADDICT.

### Halloween Junky Orchestra
En 2012, Hyde, en tant que Vamps, reconstruit son idée d'un évènement spécial pour Halloween et crée le Halloween Junky Orchestra. Il s'agit d'un groupe qui n'existe que pour la durée d'Halloween. Il se compose de son cercle d'amis musiciens proches (Acid Black Cherry, Daigo, etc.) et d'invités.
Pour 2013, la Halloween Party se tient sur cinq dates : au Kobe World Memorial Hall à Hyogo pour les 19 et 20 octobre, et Makuhari Messe International Exposition Hall à Chiba pour les 25, 26 et 27 octobre. Les premiers artistes annoncés furent DAIGO, Wakeshima Kanon, MUCC, Negoto, Becky♪♯, Tommy heavenly6, et Golden Bomber. Puis, au sein du Halloween Junky Orchestra s'ajoutèrent kyo (D'erlanger), Aoki Ryuji, Hitsugi (Nightmare, Teru et Takuro de Glay. Kishidan et Nogizaka46 font leur première apparition à l'évènement. Yasu d'Acid Black Cherry profite de quelques jours de libres au sein de sa tournée japonaise pour participer à l'évènement sous la forme d'Acid Black Halloween.
Pour l'occasion, le Halloween Junky Orchestra sort un nouveau single et le clip associé. Il s'agit en fait juste d'un réenregistrement du morceau de l'année précédent. Quant au clip, il se place à la suite du précédent mais exit les artistes précédents. Pour ce clip, le parti-pris est d'imiter le style des films d'animation de Tim Burton. Dans un décor de manoir hanté, la marionnette de Hyde sous sa forme de comte vampire entame une chorégraphie avec une bande de chat-danseurs.
Lors de chaque concert, chaque artistes se déguisaient. Hyde est donc, entre autres, sous les traits d'une Oiran (prostituée), avec le costume de vampire qu'il avait déjà utilisé en 2012, de La Catrina, un personnage de la culture populaire mexicaine devenu un symbole du Jour des Morts, ou encore de la célèbre Maléfique du conte La Belle au Bois Dormant durant le concert d'Halloween 2014.

## Médias
Depuis l'utilisation de Time Goes by la face B du single Love Addict pour un CM promouvant la marque de bijoux Gerezza et où Hyde fait une apparition, Vamps se prête volontiers au jeu de la promotion de marques. D'ailleurs Vamps collabora de nouveau avec Gerezza et produisit la reprise du morceau Trouble du groupe anglais Shampoo (1994). Ce titre est aussi la face B du single I Gotta Kick Start Now. En 2013, Sony commande à Vamps un titre pour la pub de leur nouveau smartphone. Hyde et K.A.Z. apparaissent même dans cette publicité. Dans le même temps, ils créent le titre Replay pour le jeu Dark Labyrinth. En outre, Nissan a décidé aussi d'utiliser un morceau du groupe pour sa nouvelle pub avant même que le groupe ne lui ai donné un nom.
Contrairement à d'autres groupes de rock japonais, Vamps n'a que peu prêter ses titres à des opening, ending ou thème d’œuvres télévisuelles. Nous pouvons toutefois noter l'utilisation du morceau Evanescent comme ending de la saison 1 de Dr House, au Japon. Get Up est utilisé pour l'animé Bakuman dans lequel HYDE apparaît pour un épisode.

## Membres

### Membres fondateurs
- Hyde - chant, guitare
- K.A.Z - guitare

### Autres membres
- Ju-ken - basse
- Arimatsu - batterie
- Jin - claviers

## Discographie

### DVD
- Vamps Live 2008 (2009)
- Vamps Live 2009 U.S.A. (2010)
- Vamps Live 2009 (2010)
- Vamps Live 2010 World Tour Chile (2011)
- Vamps Live 2010 Beauty and the Beast Arena (2012)
- Vamps Live 2012 (2013)

### Livres
- Pamphlet - BIRTHDAY - VAMPS LIVE 2008
- Pamphlet - VAMPS LIVE 2009- ARENA
- Pamphlet - VAMPS LIVE 2009 USA
- Photobook - VAMPS LIVE 2009 in ZEPP
- Photobook - SWEET DREAMS - ROAD MOVIE OF VAMPS IN U.S.A.